# 舎密開宗
舎密開宗 （せいみかいそう）は、宇田川榕菴により著された日本初の体系的な化学書。内編18巻、外編3巻からなり、1837年から1847年にかけて発行された。

## 概要
タイトルの『舎密』は、オランダ語で化学を意味する Chemie の音訳で、『開宗』は根源への道を開くという意味である。今日の言葉では『化学入門』あるいは『化学概論』に当たる。
ウィリアム・ヘンリーによって著された『Epitome of Chemistry』のオランダ語翻訳を主として、多くのオランダ語の書物を参考にして執筆された。
榕菴は単にヘンリーの原著を翻訳するだけでなく、複数の書物における主張を比較した。
また榕菴は優れた実験家でもあり、実際に自ら実験をして考察を加えることで、総合的な議論を行っている。
これらの事実は『舎密開宗』が単なる翻訳書ではなく、榕菴による独自の考察が多分に含まれた化学書であることを示している。
榕菴は翻訳作業の過程で、それまでに存在しなかった多くの化学用語を生み出した。それらの中には、酸素、水素、窒素、炭素といった元素名や、酸化、還元、昇華、溶解、飽和、結晶、分析といった用語が含まれ、今日でも用いられている。
『舎密開宗』は近代化学を初めて日本に移入したとして評価されている。
『舎密開宗』を含む杏雨書屋（武田科学振興財団）の宇田川榕菴関連収蔵品は、社団法人日本化学会が認定する化学遺産の『第001号』であり、この書物を編集する際に宇田川榕菴が使用した早稲田大学収蔵品も『第029号』化学遺産に認定されている。

## 内容
物理化学・無機化合物・有機化合物についての内編18巻に加え、鉱泉の分析法を詳説した外編3巻からなる。当時はまだ物理化学や有機化学が十分に体系化されておらず、その内容の多くは無機化合物の性質や反応、分析に割かれていた。また榕菴は各地の鉱泉の定性分析を行った業績でも知られている。
内編および外編の内容を以下に示す。

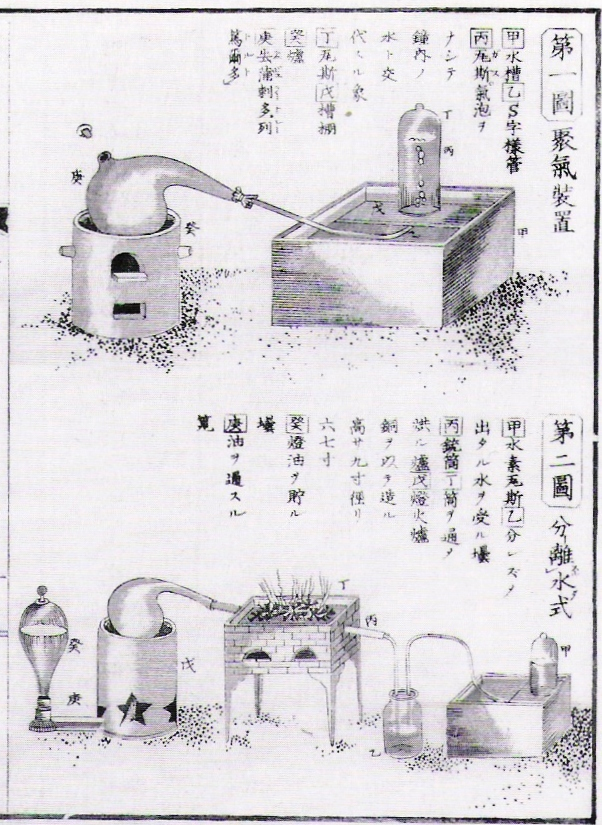
『舎密開宗』の化学実験図。水素ガス実験図

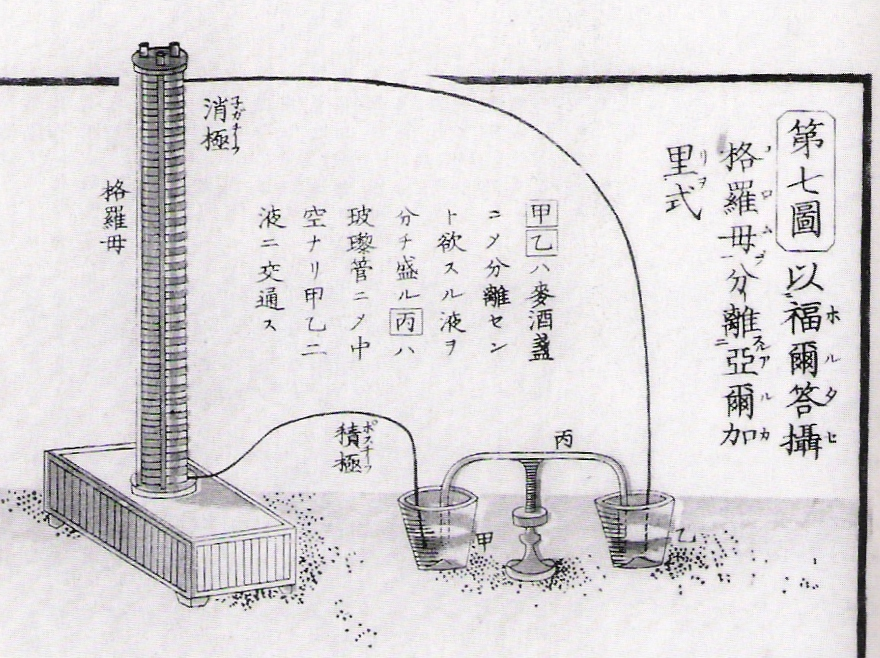
『舎密開宗』のボルタ電池解説図

内編（18巻）
- 序文
- 1巻：化学親和力、溶解、温素
- 2巻：酸素、窒素、水素、水
- 3巻：アルカリ、酸、炭素
- 4巻：炭酸、硫黄
- 5巻：硫酸、硝酸
- 6巻：塩酸
- 7巻：燐酸、石灰
- 8巻：弗酸、苦土、礬土、珪土
- 9巻：重土、アルカリ金属
- 10巻：金、白金
- 11巻：銀、水銀
- 12巻：鉄
- 13巻：銅、鉛、錫
- 14巻：亜鉛、砒素、マンガン
- 15巻：コバルト、新金属
- 16巻：糖、クエン酸
- 17巻：安息香酸
- 18巻：澱粉、蝋

外編（3巻）
- 1巻：分析化学
- 2巻：試薬
- 3巻：鉱泉分析例

## 元となった資料
原著
『舎密開宗』の原著はイギリスの化学者ウィリアム・ヘンリーが1799年に出版した『 Epitome of Chemistry』のドイツ語訳したものを、さらにオランダ語訳したものである。J・B・トロムスドルフがドイツ語に翻訳、増補した 『Chemie für Dilettanten』 から、さらにオランダの アドルフス・イペイがオランダ語に翻訳、増補した『Chemie voor Beginnennde Liefhebbers, 1803』（『依氏舎密』）を翻訳している。
参考資料
上記の原著を骨格に、24種類以上の西洋（主にオランダ語）の化学書を参考として使用している。また西洋の書物だけでなく中国書も参考にされたとされる。代表的なものには以下の文献が挙げられる。
- Traité élémentaire de chimie - 著：ラボアジエ（オランダ語翻訳版）
- Sijstematisch handboek der beschouwende en werkdaadig Scheikunde（『依氏広義』）- 著：イペイ
- Leerboek der Scheikunde（『蘇氏舎密』）- 著：スマレンビュルフ (F. van Catz. Smallenburg)
- Beschouwende en Werkende Chemie - 著：カステレイン (P.J. Kastelein)